# Зельонки (гміна)
Гміна Зельонки (пол. Gmina Zielonki) — сільська гміна у південній Польщі. Належить до Краківського повіту Малопольського воєводства.
Станом на 31 грудня 2011 у гміні проживало 19042 особи.

## Площа
Згідно з даними за 2007 рік площа гміни становила 48.40 км², у тому числі:
- орні землі: 85.00%
- ліси: 1.00%

Таким чином, площа гміни становить 3.94% площі повіту.

## Населення
Станом на 31 грудня 2011:
| Опис     | Загалом | Загалом | Чоловіки | Чоловіки | Жінки | Жінки |
| -------- | ------- | ------- | -------- | -------- | ----- | ----- |
| одиниця  | осіб    | %       | осіб     | %        | осіб  | %     |
| все      | 19042   | 100     | 9262     | 48.64    | 9780  | 51.36 |
| міське   | 0       | 100     | 0        |          | 0     |       |
| сільське | 19042   | 100     | 9262     | 48.64    | 9780  | 51.36 |

## Сусідні гміни
Гміна Зельонки межує з такими гмінами: Велька Весь, Івановіце, Міхаловіце, Скала.